# Hiroshima (prefeitura)

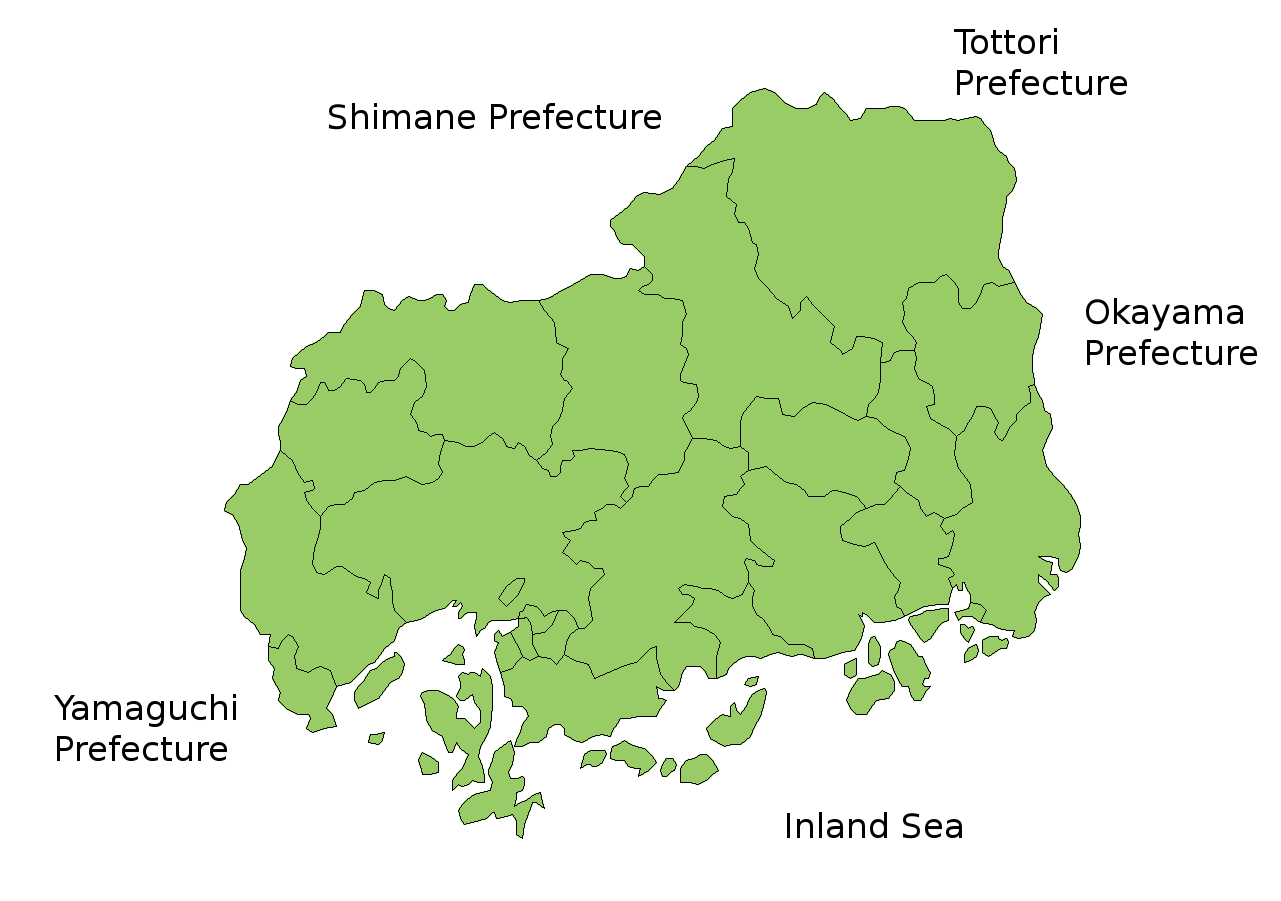
Mapa da prefeitura de Hiroshima

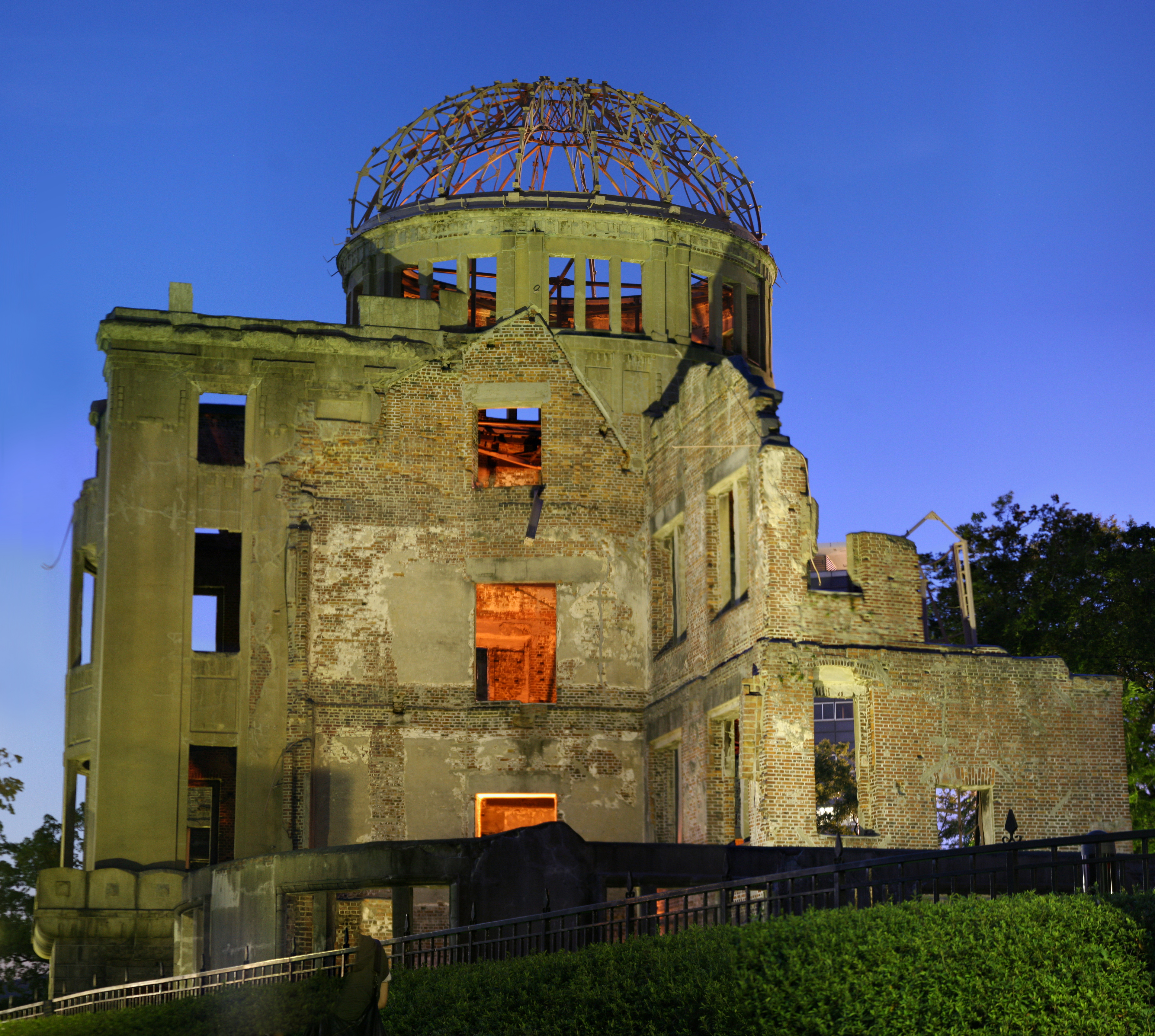
A cúpula da bomba, que resistiu ao bombardeamento nuclear

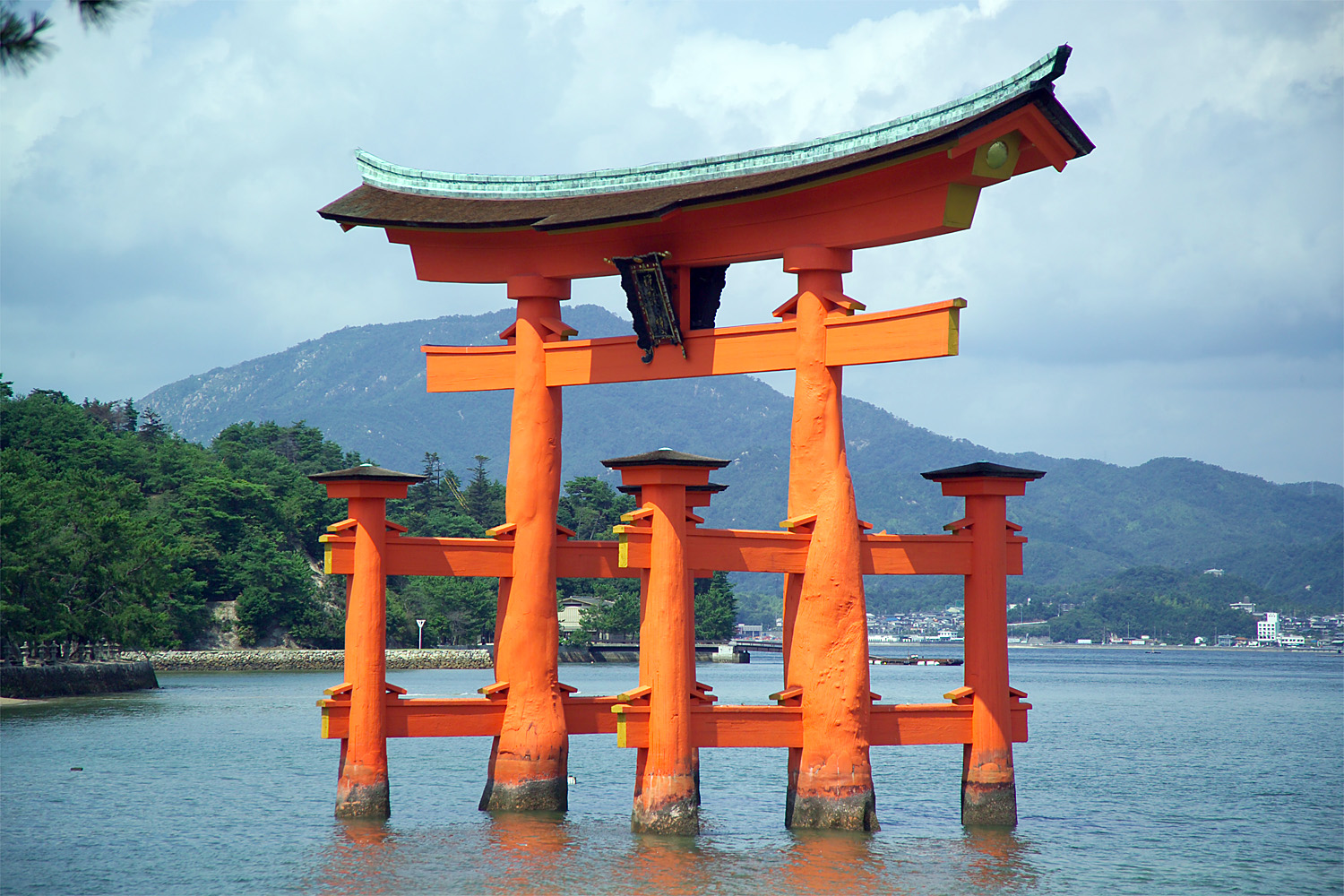
Ilha de Miyajima

Hiroshima (prefeitura) (広島県, Hiroshima-ken) é uma prefeitura do Japão localizada na Chūgoku (região) na ilha de Honshu. A capital é a cidade de Hiroshima. Tem uma população de cerca de 2,8 milhões de habitantes.

## História
A região onde hoje se encontra a província de Hiroshima antigamente era dividida entre as províncias de Bingo e de Aki. Esse lugar era um centro comercial e cultural desde o começo da história registada do Japão. Hiroshima é um tradicional centro da região de Chugoku e foi dominada pelo Clã Mori até a Batalha de Sekigahara.

## Geografia
A província de Hiroshima encontra-se no meio de Chugoku. A maior parte da província consiste de montanhas que se estendem até à província de Shimane e rios que circulam entre ricas planícies no litoral.
Hiroshima está de frente para a ilha de Shikoku, através do Mar Interior de Seto. A Baía de Hiroshima abre para o Mar Interior. A província também é formada por muitas ilhas pequenas.
Como o Mar Interior deixa a província protegida, o clima de Hiroshima é muito suave.

## Cidades
| - Akitakata - Etajima - Fuchu - Fukuyama - Hatsukaichi | - Higashihiroshima - Hiroshima (Capital) - Kure - Mihara - Miyoshi | - Onomichi - Otake - Shobara - Takehara |

## Distritos e vilas
| - Distrito de Aki Fuchu Kaita Kumano Saka | - Distrito de Jinseki Jinsekikogen - Distrito de Sera Sera | - Distrito de Toyota Osakikamijima - Distrito de Yamagata Akiota Kitahiroshima |

## Economia
Uma das principais indústrias de Hiroshima é a automobilística (a sede da Mazda fica em na província de Hiroshima) e a de construção de navios (Kure foi uma das bases do Império Naval Japonês e continua a ter uma grande importância comercial).

## Turismo
Hiroshima abriga dois Patrimônios da Humanidade da UNESCO:
- O Memorial da Paz de Hiroshima, uma das únicas construções que resistiram ao bombardeamento nuclear de 1945;
- O Santuário de Itsukushima, em Miyajima, famoso por ser construído sobre a água e parecer que está flutuando durante a maré alta.

## Desporto

### Futebol
- Sanfrecce Hiroshima

### Basebol
- Hiroshima Toyo Carp

### Voleibol
- JT Thunders